# Daniel Casey
| Daniel Casey                              | Daniel Casey                                                 |
| Kattints az alábbi külső linkek egyikére! | Kattints az alábbi külső linkek egyikére!                    |
| ----------------------------------------- | ------------------------------------------------------------ |
| Nem található szabad kép.(?)              |                                                              |
| külső link · jogvédett                    | Troy őrmester szerepében a Kisvárosi gyilkosságok sorozatban |

Daniel Casey (Stockton-on-Tees, Egyesült Királyság 1972. június 1. –) angol színész. Legismertebb szerepe Gavin Troy őrmester szerepe a Kisvárosi gyilkosságok című sorozatban. Emellett az Our Friends in the North című sorozatban alakította még Anthony Cox-ot. 2004-ben Tony Barnes tűzoltót formálta meg az angol ITV csatornán futó Steel River Blues című sorozatban.

## Élete
Apja Luke Casey, újságíró és televíziós hírolvasó. Stockton-on-Tees-ben született és nőtt fel. 14 évesen csatlakozott egy ifjúsági színházhoz.
A durhami Grey College-ba járt, de a díjgyőztes Dead Fish című darab turnéja miatt otthagyta azt. Ezen a turnén figyelt fel rá egy ügynök és kapta meg egy fiatal rendőr, Anthony Cox szerepét az Our Friends in the North című sorozatban.
1997–2003 között az ITV1 tévétársaság Kisvárosi gyilkosságok c. krimisorozatának első hét évadában Gavin Troy őrmestert játszotta a főszereplő Barnaby főfelügyelő (John Nettles) állandó kísérőjeként. 2008-ban még egy epizódban egy kis cameoszerep kedvéért visszatért, immár rendőrfelügyelői minőségében. Casey magyar hangját ebben a sorozatban Hevér Gábor és Czvetkó Sándor adta.
2005 októberében házasodott meg, felesége Ellie, van egy fiuk, Raferty, aki 2006. június 10-én született. A család London nyugati részén, Ealingben él

## Filmjei
| Év      | Magyar cím             | Eredeti cím                        | Szerep                                         |
| ------- | ---------------------- | ---------------------------------- | ---------------------------------------------- |
| 2010-11 |                        | Marchlands (sorozat)               | Scott Maynard (3 rész)                         |
| 2010    |                        | Inspector George Gently (sorozat)  | Alan Charlton (1 rész)                         |
| 2006-10 |                        | Doctors (sorozat)                  | Mark Cooper / Simon Wolsey / Tom Salt (3 rész) |
| 2009    |                        | M.I.High (sorozat)                 | Shaw ügynök (1 rész)                           |
| 1997-08 | Kisvárosi gyilkosságok | Midsomer Murders (sorozat)         | Gavin Troy őrmester (30 rész)                  |
| 2007    |                        | The Royal (sorozat)                | David Hibbert (1 rész)                         |
| 1997-07 |                        | The Bill (sorozat)                 | James Hampton / Paul Brookes (2 rész)          |
| 2006    |                        | The Marchioness Disaster (TV film) | Douglas Henderson                              |
| 2005    | Boszorkák              | Hex (sorozat)                      | Dr. Garrett (2 rész)                           |
| 2004    |                        | Steel River Blues (sorozat)        | Tony Barnes (7 rész)                           |
| 2004    |                        | Murder in Suburbia (sorozat)       | Simon Weaver (2 rész)                          |
| 2003    |                        | French and Saunders (sorozat)      | Gavin Troy őrmester (1 rész)                   |
| 2003    | A néma szemtanú        | Silent Witness (sorozat)           | Donald Gibbs (1 rész)                          |
| 1997    |                        | The Grand (sorozat)                | Mr. Macrone (2 rész)                           |
| 1997    |                        | A Touch of Frost (sorozat)         | Ian Grafton (1 rész)                           |
| 1997    |                        | The Wingless Bird (sorozat)        | Robbie Felton (3 rész)                         |
| 1996    |                        | Our Friends in the North (sorozat) | Anthony Cox (3 rész)                           |
| 1996    |                        | Peak Practice (sorozat)            | Colin Bentley (1 rész)                         |